# Soledad Torres Acosta
Soledad Torres Acosta (Madrid, 2 de desembre de 1826 - 11 d'octubre de 1887) va ser una religiosa espanyola, fundadora de la congregació de les Serventes de Maria Ministres dels Malalts. És venerada com a santa per l'Església catòlica.

## Vida
Va néixer a Madrid el 1826, en una família senzilla. Els seus pares eren Antonia Acosta i Manuel Torresi va ser batejada amb el nom de Bibiana Antonia Manuela Torres Acosta. De petita ja es va sentir atreta per la vida religiosa. Ajuda la congregació de les Filles de la Caritat que mantenen una casa per a gent gran necessitada a la parròquia de San Martín. Mentrestant assisteix a una escola gratuïta.

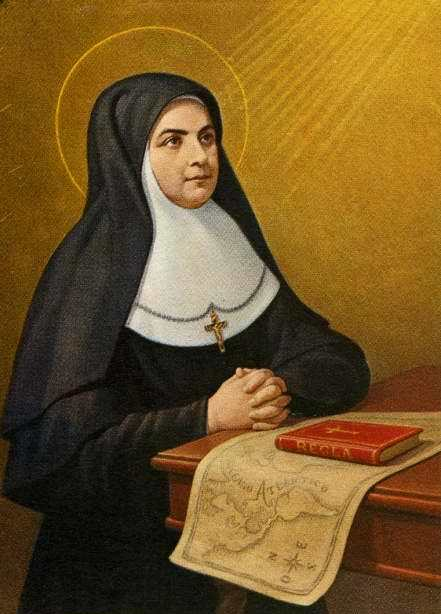
Estampa amb la santa.

Als vint-i-cinc anys, va voler entrar en una comunitat de monges dominiques, però havia d'esperar que hi hagués lloc. Va sentir parlar llavors de la idea d'un sacerdot de Chamberí, Miguel Martínez y Sanz, que volia fer un grup de dones que tinguessin cura de malalts sense recursos, als mateixos domicilis dels necessitats i que, si arribava el cas, els ajudessin a preparar-se per a una bona mort. Va ser admesa en el projecte i, amb sis companyes més, va prendre l'hàbit de la nova congregació el 15 d'agost de 1851, canviant el seu nom de pila pel de María Soledad. Naixien així les Serventes de Maria.
La comunitat va arribar a tenir, el 1853, vint-i-quatre membres, però aviat té problemes per a subsistir; a més, la duresa de la tasca fa que quatre de les germanes de la fundació inicial l'abandonin (dues ja havien mort). Finalment, el 1856, Miguel Martínez també deixa l'associació. Soledad esdevé llavors l'única fundadora que queda i superiora de les dotze religioses que, en tres cases (Madrid, Getafe y Ciudad Rodrigo), formen la congregació.
El 13 de novembre de 1856, el nou director Francisco Morales va canviar de superiora, mentre que el cardenal de Toledo pensava a suprimir la congregació. El 1857, però, el nou director, Gabino Sánchez, caputxí, va tornar a cridar Soledad com a superiora. Entre els dos van redactar uns estatuts i, amb el suport d'Isabel II d'Espanya, van evitar la supressió.
La congregació va ser aprovada el 1876 per Lleó XIII. Es difon arreu d'Espanya i Amèrica: el 1875 va obrir casa a Cuba i, després a Santander, Almeria, Saragossa, etc. Entre 1887 i 1887 van fundar-se 29 cases. A més, van ocupar-se de l'Hospital de San Carlos del Escorial.
Va morir a Madrid l'11 d'octubre de 1887, mentre beneïa les seves germanes dient-hi: "Filles, que tingueu pau i unió". Beatificada per Pius XII el 5 de febrer de 1950, va ser canonitzada el 25 de gener de 1970 per Pau VI.